# شهرستان هاجمن (کانزاس)
شهرستان هاجمن، کانزاس (به انگلیسی: Hodgeman County, Kansas) یک سکونتگاه مسکونی در ایالات متحده آمریکا است که در کانزاس واقع شده‌است.